# Lagrange-multiplikator
En Lagrange-multiplikator bruges til at finde ekstrema - dvs. maksimum eller minimum - for en funktion givet en til flere sidebetingelser.

## Metoden
{\displaystyle f} kan være en funktion af {\displaystyle N} variable {\displaystyle x_{1}}, {\displaystyle x_{2}}... og {\displaystyle x_{N}}. Sidebetingelsen kan formuleres som en funktion {\displaystyle g}, der skal være lig med nul:
{\displaystyle g(x_{1},x_{2},...,x_{N})=0}
Funktionen {\displaystyle f} er maksimeret eller minimeret uden sidebetingelse, når gradient er nul:
{\displaystyle \nabla f(x_{1},x_{2},...,x_{N})=0}
hvor {\displaystyle \nabla } er nabla-operatoren. Dvs. at alle hældninger mht. alle variable skal være nul.
For at indføre sidebetingelsen benyttes det, at de to funktioner skal røre hinanden tangentielt som illustreret i figuren. Da en gradient er vinkelret på en konturlinje. Vil det sige, at de to gradienter skal være parallelle:
{\displaystyle \nabla f\parallel \nabla g}
hvilket også kan skrives som en proportionalitet:
{\displaystyle \nabla f\propto \nabla g}
Dvs. at en ny størrelse kan defineres, hvis gradient skal være nul:
{\displaystyle \nabla \left[f+\lambda g\right]=0}
Her er {\displaystyle \lambda } en proportionalitetskonstant kaldet en Lagrange-multiplikator. Denne ligning giver et ligningssystem, som kan løses.